# FlatOut: Head On
FlatOut: Head On is een computerspel voor de PlayStation Portable uit 2008. In het spel is het de bedoeling om races te winnen, stunts te doen en auto's te laten verongelukken. 
Er bestaan vier spelvarianten: 
1. Carnage Mode: scoor punten met stunts en races.
2. FlatOut mode: win bekers met races en stunts.
3. Single event: stunts of race zonder beloning.
4. Multiplayer: speel met 2-8 spelers.

## Ontvangst
| Beoordeeld door            | Datum            | Score |
| -------------------------- | ---------------- | ----- |
| Power Unlimited            | 7 oktober 2008   | 85%   |
| The Video Game Critic      | 11 november 2011 | 83%   |
| Jolt (GB)                  | 27 maart 2008    | 81%   |
| IGN                        | 13 maart 2008    | 77%   |
| GameSpot                   | 18 maart 2008    | 75%   |
| Game Informer Magazine     | mei 2008         | 75%   |
| PAL Gaming Network (PALGN) | 21 maart 2008    | 70%   |
| Jeuxvideo.com              | 17 maart 2008    | 70%   |
| EmpireOnline.com           | 16 maart 2008    | 60%   |
| Gaming Nexus               | 23 juli 2008     | 42%   |